# Saint-Laure
Saint-Laure település Franciaországban, Puy-de-Dôme megyében. Lakosainak száma 694 fő (2022. január 1.). Saint-Laure Entraigues, Joze, Maringues és Saint-Ignat községekkel határos.

## Népesség
A település népessége az elmúlt években az alábbi módon változott:
| Lakosok száma | 633  | 642  | 651  | 653  | 658  | 670  | 667  | 672  | 694  |
|               | 2013 | 2015 | 2016 | 2017 | 2018 | 2019 | 2020 | 2021 | 2022 |